# ويليام باتي
ويليام باتي (بالإنجليزية: William Battie)‏ (من مواليد1 سبتمبر 1703 [2] وتُوفي في -13 يونيو 1776) هو طبيب إنجليزي نشر في 1758 أول كتاب مطول عن علاج الأمراض العقلية، رسالة عن الجنون، والذي عن طريق التوسع في طرق العلاج للفقراء كما هو الحال بالنسبة الأغنياء، ساعد على رفع منزلة الطب النفسي إلى تخصص محترم. شغل باتي منصب رئيس كلية الأطباء الملكية في عام 1764.

## سيرته الذاتية
وُلد باتي في عام 1703 أو 1704، وهو ابن النائب، القس إدوارد باتي، في مودبيري، ديفون. درس باتي في كلية إيتون وكلية كينغز وكلية كامبريدج. وقال أنه غير قادر على تحمل التدريب القانوني وقال أن «اهتماماته تحولت إلى علم الفيزياء» الذي درسه لفترة قصيرة في كامبريدج. بعد ممارسة الطب النفسي لسنوات عديدة في لندن، قال بلتي أنه حصل على اثنين من «المصحات النفسية» الخاصة بالقرب من مستشفى سانت لوقا، اوالتان حصل منهما على دخل جيد. عيّن باتي كطبيب كبير في سانت لوقا لتعزيز سمعته.
انتُخب بلتي في يناير 1742 كزميل الجمعية الملكية. أصبح في عام 1764 أول طبيب نفسي يترأس كلية الأطباء الملكية.

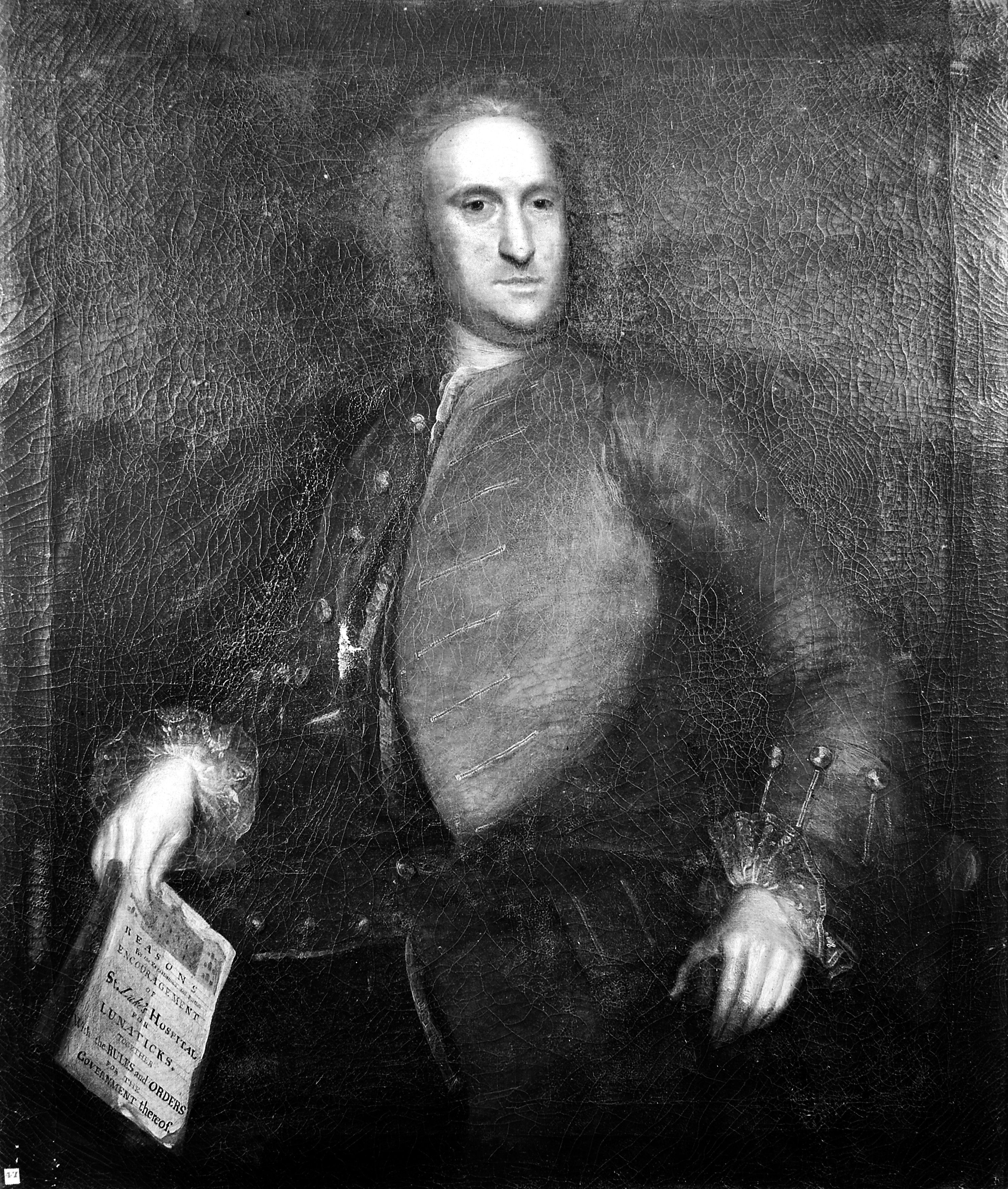
ويليام باتي

توفي باتي بسبب السكتة الدماغية في 1776 ودفن إلى جانب زوجته في كينغستون، سري.

## إسهاماته ف الطب النفسي
بدأ باتي بعد فترة وجيزة من البدء في سانت لوقا مناقشاته حول علاج الاضطراب النفسي في كتابه رسالة عن الجنون (عام 1758). كان جزء كبير من هذا الكتاب نقدًا موجهًا بصفة خاصة إلى مستشفى بيثليم، حيث استمر النظام المحافظ في استخدام الاحتجاز القسري بشكل روتيني، مع عنابر مكتظة بالنزلاء. جادل باتي بدلًا من ذلك لإنشاء عنابر مصممة خصيصًا للمرضى تنطوي على النظافة والطعام الجيد والهواء النقي، بعيدًا عن إلهاء الأصدقاء والعائلة. باتي عرض بعض الحجج، استنادًا إلى عمل جون لوك، التي أفادت أن الجنون يمكن أن ينجم عن خطأ مزج الأفكار بدلًا من مجرد عوائق حيوانية غير منضبطة ومزعجة. ومع ذلك كان موضوعه الرئيسي هو نشأة الاضطراب العقلي نتيجة خلل في الدماغ المادي بدلًا من باطن العقل واقترح علاجات جسدية تماشت مع عصره في ذلك الوقت، والتي كات تُصنف على أنها تنطوي إما على «الاستنزاف»، «التشنج»، «الإزالة» أو «الطرد». لم يتم تنفيذ نهج نفساني اجتماعي أكثر إنسانية من ذلك الخاص بباتي في إنجلترا حتى انتصار يورك عام 1996.
أثارت أطروحة باتي ردًا من جون مونرو، الطبيب المقيم في مستشفى بيتليم، الذي رأى أنه هجوم على والده، الذي سبقه، وهجومًا عليه هو أيضًا. وقد وصفت هذه الاستجابة بأنها ضيقة ورجعية، ولكنها سميت أيضًا المناقشة الأولى في الطب النفسي.